# 佐佐木节子
佐佐木节子（日语：／ Sasaki Setsuko，1944年10月16日—），茨城县出身，是一名日本前排球运动员。她在1964年夏季奥林匹克运动会中，参加了女子排球比赛并获得金牌。她也参加了1967年世界女子排球锦标赛，同样获得金牌。